# Molophilus kitchingi
Molophilus kitchingi är en tvåvingeart som beskrevs av Günther Theischinger 1994. Molophilus kitchingi ingår i släktet Molophilus och familjen småharkrankar. Inga underarter finns listade i Catalogue of Life.